# Rainier (Waszyngton)
Rainier – miasto w Stanach Zjednoczonych, w stanie Waszyngton, w hrabstwie Thurston.